# Sa Pereira
Sa Pereira é uma comuna da Argentina localizada no departamento de Las Colonias, província Santa Fé.